# جيم هايندز
جيم هايندز (بالإنجليزية: Jim Hinds)‏ هو دراج بريطاني، ولد في 6 يونيو 1937 في لندن في المملكة المتحدة.

## وصلات خارجية
- جيم هايندز على موقع أرشيف الدراجات (الإنجليزية)
- جيم هايندز على موقع أوليمبيديا (الإنجليزية)